# Liga Femenina de baloncesto 1998-99
La temporada 1998-99 de la Liga Femenina fue la 36.ª temporada de la liga femenina de baloncesto. Se inició el 20 de septiembre de 1998 y acabó el 1 de mayo de 1999. Los playoffs sirvieron a Celta Banco Simeón quien ganó al Salamanca Halcón Viajes en los playoffs 2–0.

## Liga regular
| Pos. | Equipo                    | PJ | G  | P  | PF   | PC   | DP   | Pts | Clasificación o descenso    |
| ---- | ------------------------- | -- | -- | -- | ---- | ---- | ---- | --- | --------------------------- |
| 1    | CD Ensino Universidade    | 26 | 22 | 4  | 1929 | 1605 | +324 | 48  | Clasifican a los Playoffs   |
| 2    | Sandra Gran Canaria       | 26 | 22 | 4  | 2023 | 1607 | +416 | 48  | Clasifican a los Playoffs   |
| 3    | Celta Banco Simeón        | 26 | 21 | 5  | 1957 | 1398 | +559 | 47  | Clasifican a los Playoffs   |
| 4    | Salamanca Halcón Viajes   | 26 | 19 | 7  | 2054 | 1817 | +237 | 45  | Clasifican a los Playoffs   |
| 5    | Canoe N. C.               | 26 | 18 | 8  | 1943 | 1707 | +236 | 44  |                             |
| 6    | Popular Bàsquet Godella   | 26 | 17 | 9  | 1681 | 1648 | +33  | 43  |                             |
| 7    | Cajasur Linares           | 26 | 12 | 14 | 1832 | 1893 | −61  | 38  |                             |
| 8    | Universidad de Oviedo     | 26 | 11 | 15 | 1755 | 1814 | −59  | 37  |                             |
| 9    | Barcelona BC Universitari | 26 | 11 | 15 | 1867 | 1844 | +23  | 37  |                             |
| 10   | Cortegada Grupo 10        | 26 | 8  | 18 | 1653 | 1791 | −138 | 34  |                             |
| 11   | C. B. Ciudad de Burgos    | 26 | 8  | 18 | 1568 | 1743 | −175 | 34  |                             |
| 12   | CBN                       | 26 | 6  | 20 | 1552 | 1798 | −246 | 32  |                             |
| 13   | Femenino Tres Cantos      | 26 | 6  | 20 | 1555 | 1883 | −328 | 32  | Descenso a Primera División |
| 14   | Canal Isabel II           | 26 | 1  | 25 | 1386 | 2207 | −821 | 27  | Descenso a Primera División |

 Fuente: FEB

### Playoffs
|  | Semifinales               | Semifinales               | Semifinales               | Semifinales          | Semifinales          | Semifinales |                           |                           | Final                     | Final                     | Final | Final | Final | Final |
|  |                           |                           |                           |                      |                      |             |                           |                           |                           |                           |       |       |       |       |
|  |                           |                           |                           |                      |                      |             |                           |                           |                           |                           |       |       |       |       |
|  |                           |                           |                           |                      |                      |             |                           |                           |                           |                           |       |       |       |       |
|  | 4 Salamanca Halcón Viajes | 4 Salamanca Halcón Viajes | 4 Salamanca Halcón Viajes | 94                   | 59                   | 78          |                           |                           |                           |                           |       |       |       |       |
|  | 4 Salamanca Halcón Viajes | 4 Salamanca Halcón Viajes | 4 Salamanca Halcón Viajes | 94                   | 59                   | 78          |                           |                           |                           |                           |       |       |       |       |
|  | 1 CD Ensino Universidade  | 1 CD Ensino Universidade  | 1 CD Ensino Universidade  | 81                   | 70                   | 71          |                           |                           |                           |                           |       |       |       |       |
|  | 1 CD Ensino Universidade  | 1 CD Ensino Universidade  | 1 CD Ensino Universidade  | 81                   | 70                   | 71          | 4 Salamanca Halcón Viajes | 4 Salamanca Halcón Viajes | 4 Salamanca Halcón Viajes | 4 Salamanca Halcón Viajes | 58    | 51    |       |       |
|  |                           |                           |                           |                      |                      |             | 4 Salamanca Halcón Viajes | 4 Salamanca Halcón Viajes | 4 Salamanca Halcón Viajes | 4 Salamanca Halcón Viajes | 58    | 51    |       |       |
|  |                           | 3 Celta Banco Simeón      | 3 Celta Banco Simeón      | 3 Celta Banco Simeón | 3 Celta Banco Simeón | 69          | 64                        |                           |                           |                           |       |       |       |       |
|  | 3 Celta Banco Simeón      | 3 Celta Banco Simeón      | 3 Celta Banco Simeón      | 3 Celta Banco Simeón | 3 Celta Banco Simeón | 69          | 64                        | 70                        | 30                        | 64                        |       |       |       |       |
|  | 3 Celta Banco Simeón      | 3 Celta Banco Simeón      | 3 Celta Banco Simeón      |                      |                      |             |                           |                           |                           | 64                        |       |       |       |       |
|  | 2 Sandra Gran Canaria     | 2 Sandra Gran Canaria     | 2 Sandra Gran Canaria     | 59                   | 54                   | 60          |                           |                           |                           |                           |       |       |       |       |
|  | 2 Sandra Gran Canaria     | 2 Sandra Gran Canaria     | 2 Sandra Gran Canaria     | 59                   | 54                   | 60          |                           |                           |                           |                           |       |       |       |       |

## Postemporada
- Campeonas de la Liga Femenina 1998-99: Celta Banco Simeón (4º título).
- Campeonas de la Copa de la Reina 1998-99: Sandra Gran Canaria (1er título).
- Clasificadas para Euroliga 1999-00: Celta Banco Simeón.
- Clasificadas para Copa Ronchetti 1999-00: Salamanca Halcón Viajes y Symel Tenerife (de Primera Divisón, entra al haber plazas vacantes).
- Descendidas a Primera División:  Canal Isabel II y Cajasur Linares (inadmitido para la próxima temporada).
- Ascendidas de Primera División:  CB Santa Rosa de Lima Horta y CB Alcalá.